# وقتی معلم را بوسیدم
«وقتی معلم را بوسیدم» (انگلیسی: When I Kissed the Teacher) ترانه‌ای از ابرگروه موسیقی پاپ آبا است که در سال ۱۹۷۶ در آلبوم ورود منتشر شد. این ترانه بعدها در دو آلبوم مجزای گردآوری‌شده بازنشر شد.
از نظر شعر و موسیقی، آهنگ سرشار از «تصورات یک دختر مدرسه‌ای» است و خوانندهٔ اصلی آن آنگنیه‌تا فلتسکوگ است.